# تمنغكونغ جوهر
تمنغكونغ جوهر هو منصب ملايوي قديم في سلطنة جوهر، بدأ كأحد أعضاء مجلس «أرانغ كايا» الذي أنشأه السلطان عبد الجليل شاه الثالث نفسه لأول مرة. وعيَّن أول تمنغكونغ في 1757 وهو تمنغكونغ عبد الجمال.
يُكلَّف تمنغكونغ جوهر بمهمة الحفاظ على أمن السلطان وحماية الدولة وممارسة السيطرة على جميع أراضي سلطنة جوهر. وله السيطرة الإقليمية من قبل سلطان جوهر وسنغافورة كممثل لسلطان جوهر-رياو، كما كان أمين خزانة فهغ، وأُضيفت إلى صلاحيته لاحقًا صلاحيات منح تمنغكونغ موار أيضًا.
تمكن أحفاد تمنغكونغ من حكم السلطنة الجديدة شكل كامل، بدايةً من تمنغكونغ داينغ إبراهيم الذي أصبح المهراجا الفعلي لجوهر، وبعدما توفى خلفه نجله أبو بكر كأول سلطان لجوهر من نسل تمنغكونغ.

## تمنغكونغ جوهر
- تمنغكونغ عبد الجمال (1757-1802).
- تمنغكونغ عبد الحميد (1802-1803).
- مودا محمد (1803-1806).
- تمنغكونغ عبد الرحمن (1806-1825).
- تمنغكونغ حاج عبد الله (1825-1841).
- تمنغكونغ داينغ إبراهيم (1841-1862).
- تمنغكونغ أبو بكر (1862-1868). ثم مهراجا جوهر (1868-1886)، ثم سلطان جوهر (1886-1895).